# Artur Rojek
Artur Rojek (n. 6 de mayo de 1972) fue el líder y vocalista de la banda polaca de rock alternativo Myslovitz. Él y el guitarrista Wojciech Powaga fundaron el grupo en 1992. Él fue también el guitarrista, vocalista y compositor de la banda Lenny Valentino, formada en 1998 y disuelta en 2001.
Es el director artístico del Off Festival, un festival musical llevado a cabo cada año en su ciudad natal Mysłowice.

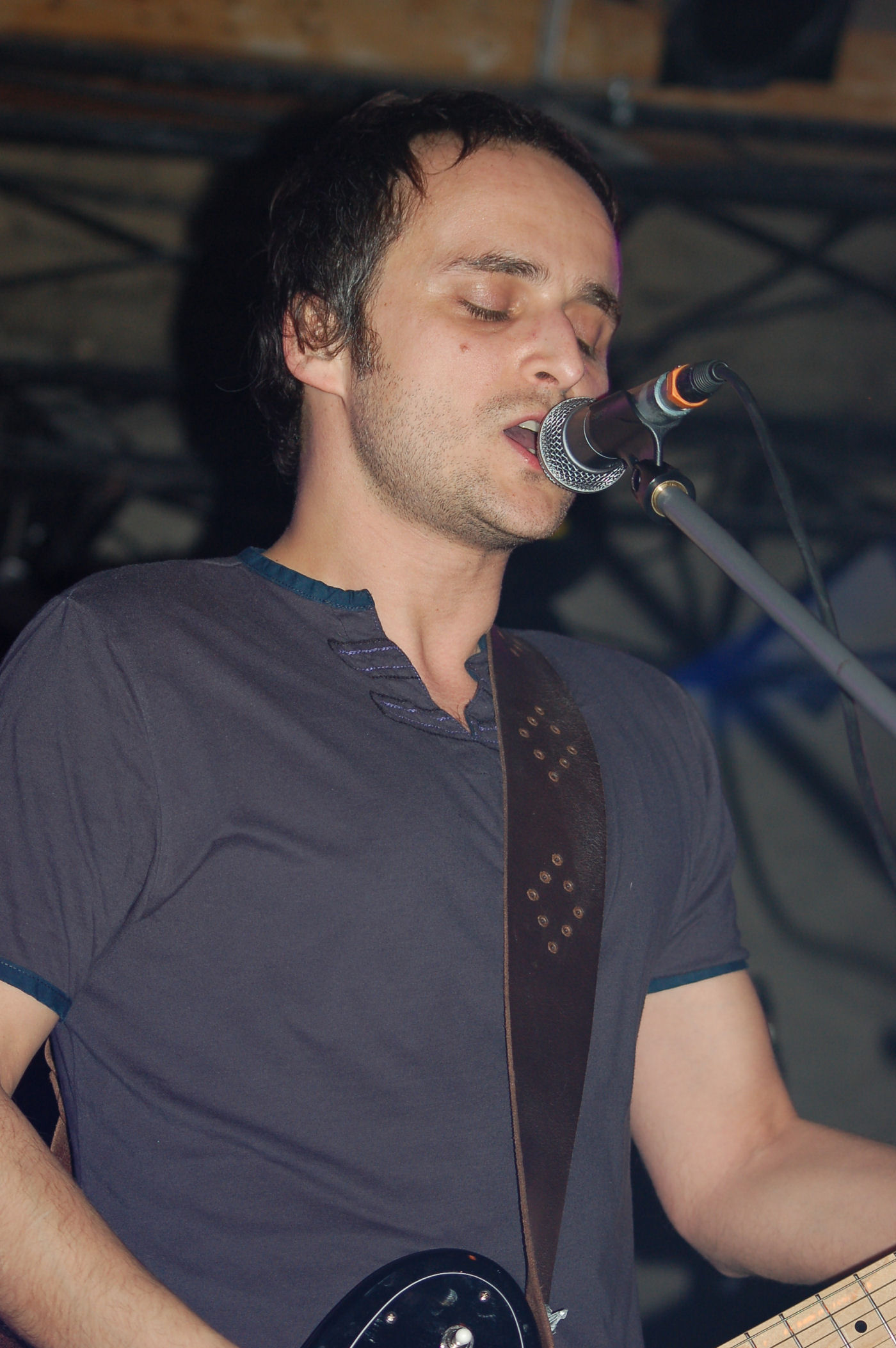
Artur Rojek durante un concierto en el 2007 para MegaClub, Katowice, Polonia.